# Théâtre national de Brno

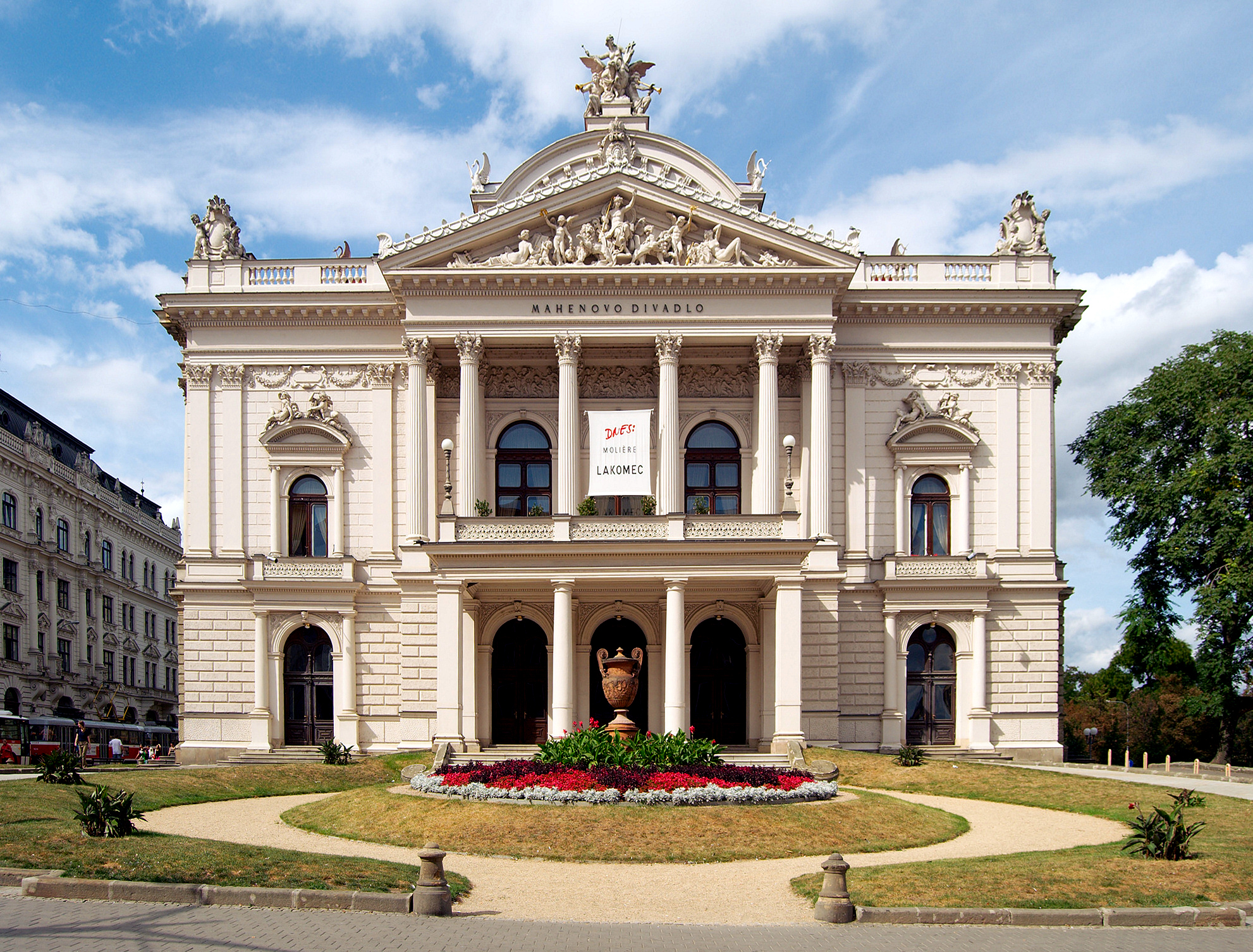
Le Théâtre Mahen

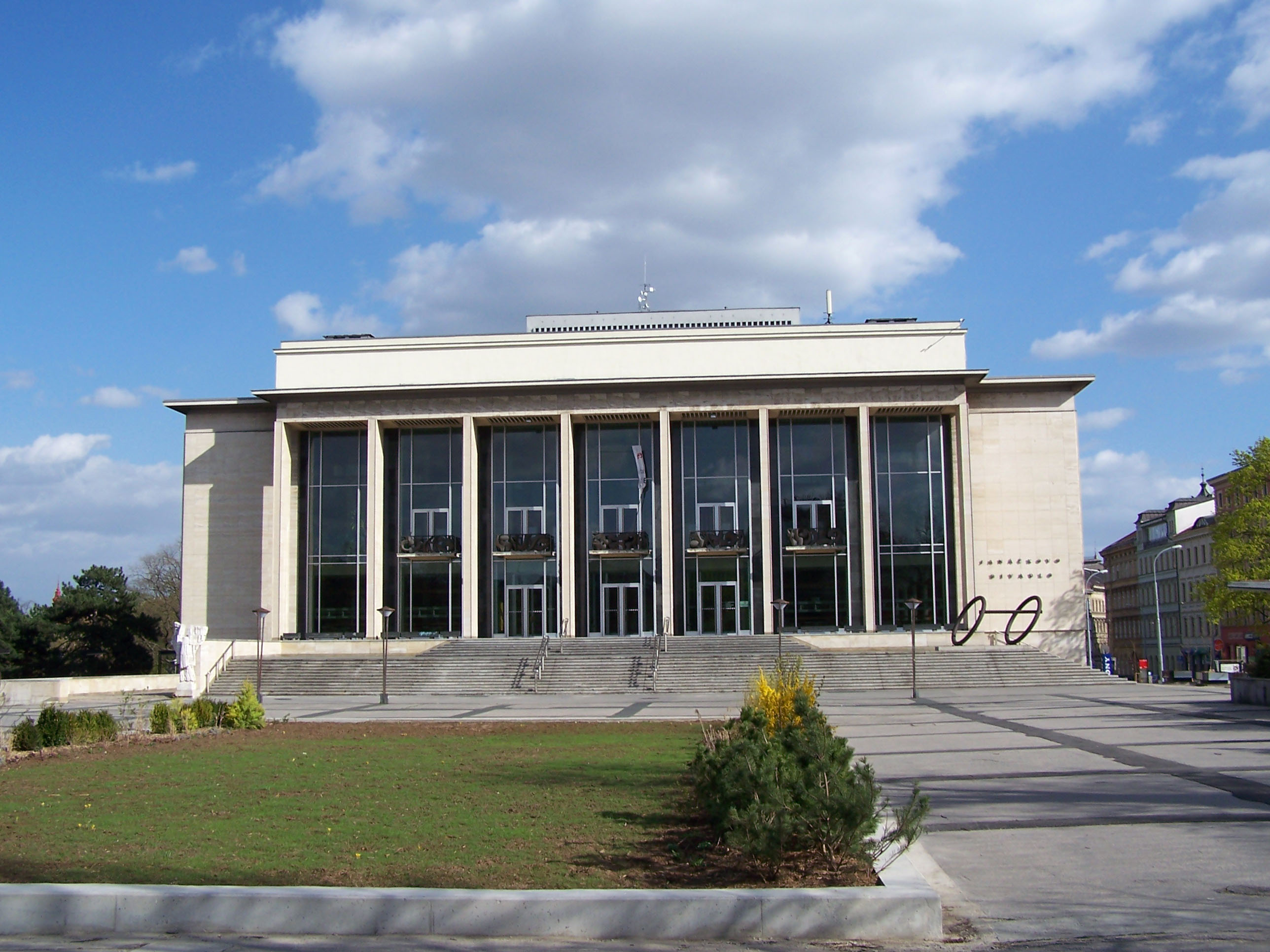
Le Théâtre Janáček

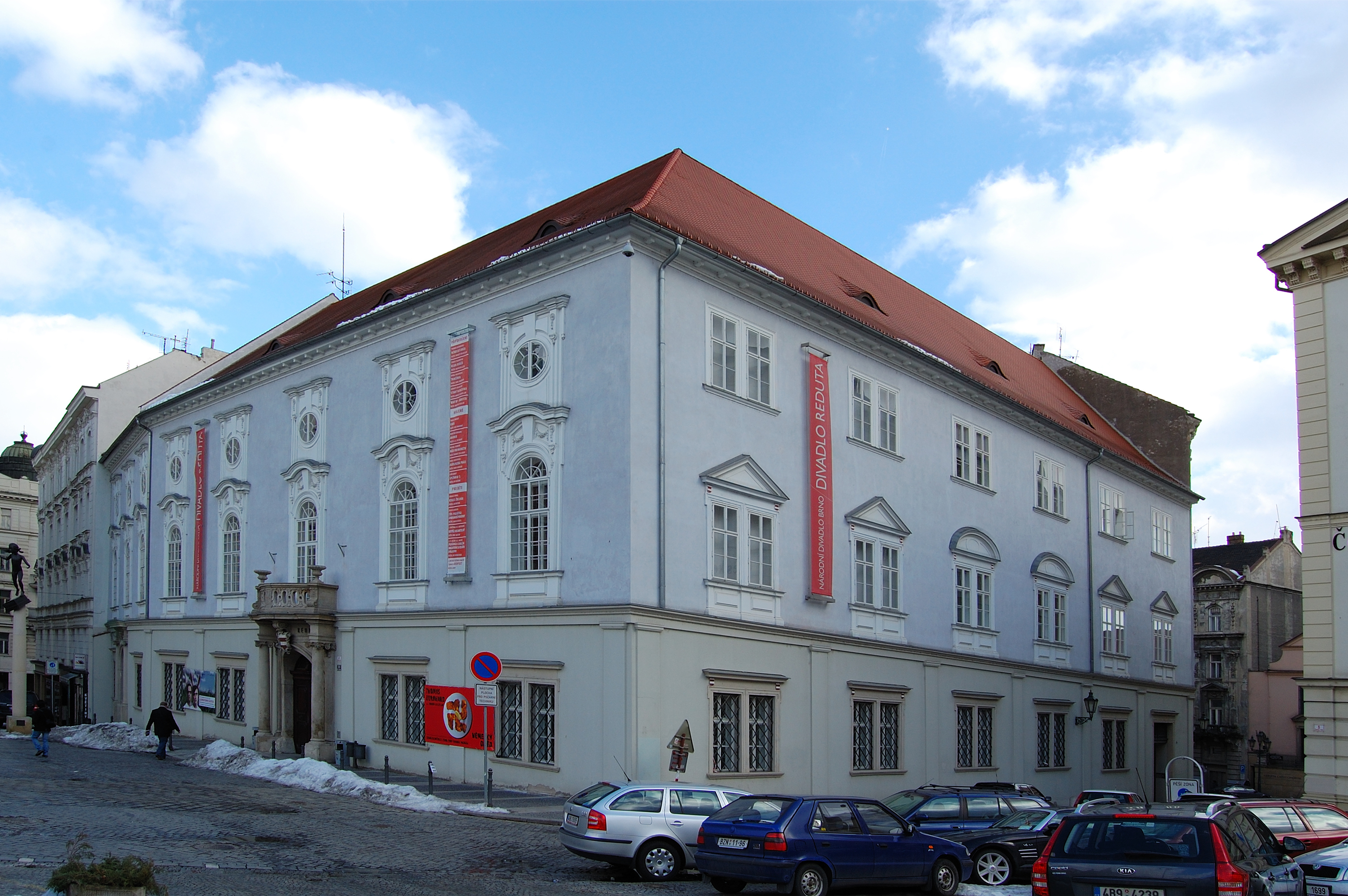
Le Théâtre Reduta

Le Théâtre national de Brno (en tchèque : Národní divadlo Brno) est le principal théâtre de la ville tchèque de Brno. Il fut fondé en 1884 sur le modèle du Théâtre national de Prague.
Aujourd'hui, il est constitué par trois théâtres : 
- Le Théâtre Mahen (théâtre) : Initialement, le théâtre Mahen était une maison d'opéra allemand, et il a été appelé Deutsches Stadttheater. Il fut l'un des premiers bâtiments publics dans le monde entièrement éclairé par la lumière électrique grâce aux plans conçus par Thomas Edison.
- Le Théâtre Janáček (opéra, ballet) : bâtiment moderne construit entre 1961 et 1965
- Le Théâtre Reduta : c'est le plus vieux théâtre d'Europe centrale

## Directeurs du théâtre national de Brno
- Miroslav Barvík